# Otto Neubrand
Otto Neubrand (* 12. Februar 1911 in Herbrechtingen; † 23. März 1975 in Königsbronn) war ein deutscher Maler und Radierer, der vor allem für seine Landschaftsmalerei bekannt wurde.
Nach dem Schulbesuch strebte Neubrand zunächst eine technische Ausbildung an, begann jedoch aufgrund von Lehrstellenmangel von 1925 bis 1928 eine Malerlehre in Heidenheim. Während dieser Zeit erhielt er an der Gewerblichen Berufsschule Heidenheim erste künstlerische Impulse, insbesondere durch seinen Berufsschullehrer Albert Kneißler. 1938 begann er ein Studium an der Kunstakademie Stuttgart, das jedoch durch seinen Einsatz als Sanitäter im Zweiten Weltkrieg unterbrochen wurde. Nach seiner Rückkehr aus amerikanischer Kriegsgefangenschaft setzte er seine künstlerische Arbeit als freischaffender Maler und Radierer zunächst in Gussenstadt fort, bevor er sich 1960 in Königsbronn niederließ.
Neubrands Werk ist stark von der Landschaft seiner Heimatregion geprägt. Als „typischer Vertreter“ der heimatlichen Idylle gilt er als einer der Maler, die die ostwürttembergische Landschaft in ihren Bildern einfingen. Besonders bekannt sind seine Landschaftsgemälde und Radierungen, die eine stimmungsvolle und ausdrucksvolle Darstellung der Natur bieten.